# Manter
Manter är en ort i Stanton County i Kansas. Vid 2020 års folkräkning hade Manter 132 invånare.